# Saint-Vaast-en-Auge
Saint-Vaast-en-Auge település Franciaországban, Calvados megyében. Lakosainak száma 115 fő (2022. január 1.). Saint-Vaast-en-Auge Branville, Douville-en-Auge, Gonneville-sur-Mer, Heuland, Saint-Pierre-Azif és Villers-sur-Mer községekkel határos.

## Népesség
A település népessége az elmúlt években az alábbi módon változott:
| Lakosok száma | 92   | 88   | 82   | 93   | 99   | 95   | 95   | 94   | 101  | 115  |
|               | 1968 | 1982 | 1990 | 2006 | 2013 | 2015 | 2017 | 2019 | 2020 | 2022 |